# Gerichtsbezirk Neudek
Der Gerichtsbezirk Neudek (tschechisch: soudní okres Neydek) war ein dem Bezirksgericht Neudek unterstehender Gerichtsbezirk im Kronland Böhmen. Er umfasste Gebiete im westlichen Teil Nordböhmens im Okres Karlovy Vary. Zentrum des Gerichtsbezirks war der Ort Neudek (Neydek).
Das Gebiet gehörte seit 1918 zur neu gegründeten Tschechoslowakei und ist seit 1991 Teil der Tschechischen Republik.

## Geschichte
Die ursprüngliche Patrimonialgerichtsbarkeit wurde im Kaisertum Österreich nach den Revolutionsjahren 1848/49 aufgehoben. An ihre Stelle traten die Bezirks-, Landes- und Oberlandesgerichte, die nach den Grundzügen des Justizministers geplant und deren Schaffung am 6. Juli 1849 von Kaiser Franz Joseph I. genehmigt wurde.
Der Gerichtsbezirk Neudek gehörte zunächst zum Kreis Eger und umfasste 1854 die 21 Katastralgemeinden Bernau, Eibenberg, Frühbuß, Hermannsgrün, Hirschenstand, Hochofen, Hohenstollen, Kammersgrün, Kohling, Mühlberg, Neudek, Neuhammer, Oedt, Sauersak, Scheft, Schindlwald, Schönlind, Thierbach, Trinksaifen, Ullersloh und Voigtsgrün. Der Gerichtsbezirk Neudek bildete im Zuge der Trennung der politischen von der judikativen Verwaltung ab 1868 gemeinsam mit dem Gerichtsbezirk Graslitz (Kraslice) den Bezirk Graslitz.
Per 1. Juli wurde aus den Gerichtsbezirken Platten (Blatno) und Neudek der neue Bezirk Neudek geschaffen.
Im Gerichtsbezirk Neudek lebten 1869 18.017 Menschen, 1900 waren es 21.011 Personen. Der Gerichtsbezirk Neudek wies 1910 eine Bevölkerung von 24.248 Personen auf, von denen 24.009 Deutsch und nur vier Personen Tschechisch als Umgangssprache angaben. Im Gerichtsbezirk lebten zudem 235 Anderssprachige oder Staatsfremde.
Durch die Grenzbestimmungen des am 10. September 1919 abgeschlossenen Vertrages von Saint-Germain kam der Gerichtsbezirk Neudek vollständig zur neugegründeten Tschechoslowakei, wobei die Gerichtseinteilung bis 1938 im Wesentlichen bestehen blieb. Nach dem Münchner Abkommen wurde das Gebiet dem Landkreis Neudek bzw. dem Sudetenland zugeschlagen.
Nach dem Zweiten Weltkrieg wurde das Gebiet Teil des Okres Karlovy Vary, zu dem es bis heute gehört. Nachdem die Bezirksbehörden im Zuge einer Verwaltungsreform 2003 ihre Verwaltungskompetenzen verloren, werden diese von den Gemeinden bzw. dem Karlovarský kraj wahrgenommen, zudem das Gebiet um Horní Blatná seit Beginn des 21. Jahrhunderts mit anderen Bezirken zusammengefasst wurde.

## Gerichtssprengel
Der Gerichtssprengel umfasste Ende 1914 die 25 Gemeinden Bernau (Bernov), Eibenberg (Tisová), Frühbuß (Přebuz), Gibacht (Pozorka), Hermannsgrün (Heřmanov), Hirschenstand (Jelení), Hochofen (Vysoká Pec), Hohenstollen (Vysoká Štola), Kammersgrün (Lužec), Kohling (Milíře), Mühlberg (Lesík), Neudek (Nejdek), Neuhammer (Nové Hamry), Neuhaus (Chaloupky), Oedt (Poušť), Sauersack (Rolava), Scheft (Hradecká), Schindlwanld (Šindelová), Schönlind (Krásná Lípa), Schwarzenbach (Černava), Thierbach (Suchá), Trinksaifen (Rudné), Ullersloh (Oldřichov), Vogeldorf (Ptačí) und Voigtsgrün (Fojtov).